# Carl Koldewey
Carl Christian Koldewey (Bücken, cerca de Hoya, 26 de octubre de 1837 – Hamburgo, 17 de mayo de 1908) fue un explorador del Ártico alemán. Lideró las dos  Expediciones Polo Norte de Alemania. 

## Vida y carrera
Koldewey era hijo del comerciante Johann Christian Koldewey y de su esposa Guillermina Meyer. Koldewey se incorporó  como marinero en 1853, inmediatamente después de acabar la  escuela primaria en Clausthal. A los 22 años asistió a la escuela naval en Bremen, donde fue uno de los mejores alumnos de Breusing Arthur. Más tarde se hizo  de nuevo al mar, pero regresó a la escuela naval en 1861. Después de convertirse en capitán, Koldewey estudió matemáticas, física y astronomía en las universidades de Hannover y Gotinga entre 1866 y 1867. 

## Expediciones
A través de su maestro Breusing y alentado por August Petermann, a Koldewey se le dio el liderazgo de la primera expedición al Ártico como capitán de barco Grönland. Tenía como  opciones  avanzar hacia el norte tanto como fuera  posible siguiendo  la costa este de Groenlandia o llegar a los llamados Gillis-Land viajando por Spitsbergen. Pero las condiciones adversas y los fuertes témpanos de hielo le impidieron alcanzar  ambos destinos. Finalmente llegó a su latitud más al norte, los 81°5'N cerca de Spitsbergen y regresó. 
Desde 1869 a 1870 fue capitán del Germania y líder de otra expedición a Groenlandia y al océano Ártico, que intentó penetrar en la región del Ártico central. Estaba equipado con el vapor de hélice Germania y el barco de vela Hansa, al mando del capitán Paul Friedrich Hegemann. Seis científicos se unieron a la expedición: los astrónomos y físicos Karl Nikolai Jensen Borgen y Ralph Copeland; el zoólogo, botánico y médico Adolf Pansch; y el agrimensor Julius von Payer; iban en el  Hansa, el médico y zoólogo R. Buchholz y el geólogo Carl Gustav Laube. 
La expedición partió de Bremerhaven el 15 de junio de 1869. Ya el 20 de julio ambos buques fueron separados. El Hansa fue aplastado por el hielo el 19 de octubre de 1869 y la tripulación se salvó en un témpano de hielo. Mientras tanto, el Germania llegó a la isla Sabine  el 5 de agosto de 1869. Desde allí se llevó a cabo la tarea de cartografiar  la costa entre las latitudes 73° y 77°N, mediante la adopción de medidas desde el barco o mediante el uso de trineos y chalupas. Este trabajo fue la continuación de la expedición de 1823 de Edward Sabine. Tratando de llegar al Polo Norte, el Germania llegó a su latitud más norte, los 75°30'N, el 14 de agosto al noreste de la isla de Shannon, donde tuvieron que regresar por falta de grietas por las que seguir en el hielo. Payer  llevó a cabo la cartografía de la isla de Shannon, mientras que los astrónomos tomaron medidas de la latitud en ella. Se estableció un campo de invernada en la isla de Sabine el 27 de  agosto de 1869, que se levantó un año más tarde, el 22 de julio de 1870. Avanzando mediante  trineos, cartografaron  las islas y la costa de Groenlandia. Se  llevaron  a cabo otras investigaciones que proporcionaron una idea de la magnitud de las montañas de Groenlandia y los glaciares. Sin embargo, el logro más destacado de la expedición fue el descubrimiento y la investigación del fiordo Kaiser Franz Joseph. 

## Trabajos posteriores
Después de terminar las expediciones Koldewey trabajó como escritor y tomó parte en las publicaciones científicas. Desde 1871 trabajó en el Observatorio Naval alemán en Hamburgo, de cuyos instrumentos del departamento de náutica se hizo cargo en 1875. El 31 de julio de 1905 se retiró como director del Almirantazgo. Uno de sus sobrinos, Robert Koldewey (1855-1925), se convirtió en un famoso arqueólogo e historiador de la arquitectura. 

## Reconocimientos
Varios lugares llevan el nombre de Carl Koldewey:  
- islas Koldewey, un archipiélago de islas costeras de la costa occidental de Groenlandia.
- Estación Koldewey, una estación de investigación alemana en Ny-Ålesund en Spitsbergen. Es administrada por el Instituto Alfred-Wegener.
- la isla Koldewey (остров Kольдевея) en la Tierra de Francisco Jose, en el ártico ruso.